# Método dedutivo-nomológico
O método (modelo) dedutivo-nomológico (ou D-N), também chamado "método da lei de cobertura", "teoria da subsumpção", "modelo de Hempel", "modelo Hempel-Oppenheim" ou "modelo Popper-Hempel" é uma visão formalizada da explicação científica em linguagem natural, fazendo parte da discussão sobre a natureza da explicação científica. Caracteriza as explicações científicas de forma primária, como argumentos dedutivos que possuam ao menos uma lei natural entre as premissas. A palavra Nomológico vem da palavra grega νόμος (nomos), i.e., lei. 
Esse método foi inicialmente formalizado por Carl Hempel e Paul Oppenheim, no artigo Studies in the Logic of Explanation (1948). Entretanto, um esboço disso também pode ser encontrado em Karl Popper, na obra Logic of Scientific Discovery (1959).
As sentenças que formulam a informação explanatória são as sentenças explanans e seu conjunto é o explanantia. A conclusão do explanans é o explanandum. Os componentes do explanans são as leis, ou teorias explicativas que funcionam, e as condições iniciais, enquanto que o fato a ser comprovado é o explanandum. Um exemplo de como a sentença é utilizada na prática seria a descrição científica à reação do hidróxido de sódio com o ácido clorídrico. A reação que gera cloreto de sódio e água é o explanandum, o fato a ser observado e comprovado e que acontece porque toda reação entre ácido e base gera sal e água, sendo necessário que haja condições para isto, o explanans.

## Causalidade no modelo nomológico
As teorias nomológicas foram mais precisamente formuladas no começo do século XX, apesar de existirem antecedentes desde os Primeiros Analíticos de Aristóteles até vários pensadores do século XIX. Elas entendem que certas afirmações universais, leis ou regularidades são os componentes que medeiam a relação causa-efeito. Filósofos analíticos da ciência do chamado positivismo lógico, como Bertrand Russell e Carl Hempel, defendiam um modelo dedutivo-nomológico para todas as áreas de ciência, o que subordinava a noção de causalidade à noção de previsibilidade nas ciências.  Esse modelo pressupunha uma regularidade implícita, baseada em leis gerais, quando da afirmação de uma explicação em sentido próprio, ou pelo menos certos padrões, quando de um "esboço de explicação" (explanation sketch). Para se adequar à causalidade de fenômenos não facilmente repetíveis (como os históricos), mas que continham um comportamento "habitual", autores posteriores como Patrick Gardiner trataram de enfraquecer o modelo pressupondo também explanações quase-nômicas (lawlike explanations) e níveis heterogêneos de regularidade cada qual relativo a diferentes respostas com conectivo "porque".